# HC La Chaux-de-Fonds
HC La Chaux-de-Fonds (Hockey Club La Chaux-de-Fonds eller HCC) är en ishockeyklubb från La Chaux-de-Fonds i Schweiz. Laget spelar sedan 2001 i NLB efter att ha blivit degraderade från NLA.
Klubben grundades 1919 och 1953 flyttade laget till sin nuvarande hemmaarena Patinoire des Mélèzes. HCC:s mest framgångsrika period bevittnade klubben 1968-1973, då laget blev schweiziska mästare sex år i rad. Således är HCC fortfarande en av de mest framgångsrika ishockeyklubbarna i Schweiz.

## Meriter
- Schweiziska mästare: (6) 1968, 1969, 1970, 1971, 1972, 1973
- Nationalliga B: (6) 1951, 1955, 1959, 1965, 1995, 2000